# Jakob Sutor

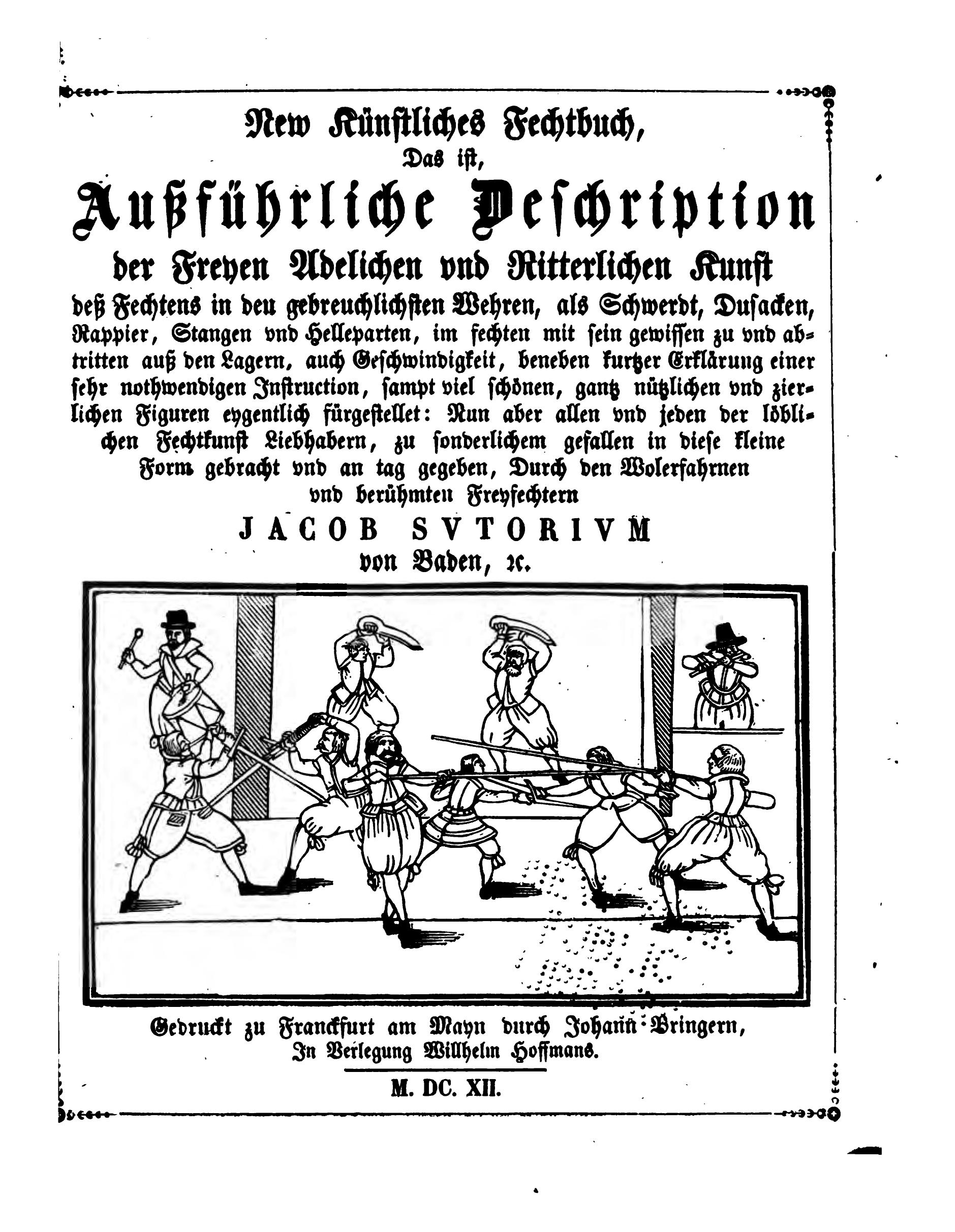
Neues Künstliches Fechtbuch,
por Jacob Sutor

Jakob Sutor fue un maestro alemán de esgrima que publicó un manual de lucha en 1612 con el título Neues Künstliches Fechtbuch. El libro parece una actualización, incluso en parte un plagio de otro anterior de Joachim Meyer..
El libro de Sutor incluye técnicas para la espada larga, dussack, la espada ropera (que aquí aparece en su forma más primitiva, como un arma de corte y estocada), ropera y mano izquierda, ropera y capa, ropera y otras armas relacionadas, bastones, alabardas y mayales
- Datos: Q6119335